# Moraea lurida
Moraea lurida är en irisväxtart som beskrevs av Ker Gawl. Moraea lurida ingår i släktet Moraea och familjen irisväxter. Inga underarter finns listade i Catalogue of Life.